# Proceratophrys melanopogon
Proceratophrys melanopogon é uma espécie de anfíbio  da família Odontophrynidae.
É endémica do Brasil.
Os seus habitats naturais são: florestas subtropicais ou tropicais húmidas de baixa altitude, regiões subtropicais ou tropicais húmidas de alta altitude, rios e rios intermitentes.
Está ameaçada por perda de habitat.